# Аист (фараон)
Аист — легендарный фараон 00 династии Древнего Египта. Возможный период правления относится к 3500—3220 гг. до н. э.
Немецкий египтолог Гюнтер Дрейер реконструировал серию возможных царских имён на основе надписей на некоторых костяных бирках и керамических сосудах, происходящих из кладбища U в Абидосе, на некоторых печатях периода Накада IId1-IIIa2, на палитре Техену и на граффити, высеченных на Колоссах Коптоса. В 1998 году он предложил список возможных древних правителей, в который вошёл Аист.
По версии Дрейера граффити на статуе бога Мин из Коптоса (Коптский колосс) является списком царей. Среди изображённых животных Дрейер выделил Аиста. Опираясь на последовательность изображений, Дрейер предположил, что предыдущим царём являлся Бык, а последующим Пёс.
Коптский колосс датируется временем между Негада I и Негада II. Изображенный на нем аист ассоциируется как с изображениями души, так и с царями верхнего и нижнего Египта. Со времени своего открытия в 1893–1894 году колосс интерпретировался как памятник культуры основателей династического Египта.
Кроме этого, Дрейер предположил, что Аист был упомянут на гробнице U-j (Умм-эль-Кааб) в Абидосе.
Однако гипотеза Дрейера поддерживается не всеми египтологами и возможно эти граффити обозначают имя бога или топонимический объект.
Масштабы и сроки правления, а также настоящее имя Аиста неизвестны.